# Trevisos flygplats
Trevisos flygplats (italienska: Aeroporto di Treviso-A. Canova) (IATA: TSF, ICAO: LIPH), är en internatonell flygplats i Treviso, Italien. Flygplats ligger 3 km väst-sydväst om Treviso och cirka 31 km från staden Venedig, Italien. Den används främst av lågprisflygbolag.
Vissa flygbolag refererar till flygplatsen inofficiellt som "Venedig-Treviso" eller liknande. Primärflygplatsen för betjäning av Venedig är Venedigs flygplats Marco Polo.
Flygplatsen har orsakat flera tvister för invånarna i stadskärnorna Quinto di Treviso och Treviso genom flygbuller, såväl som närheten till det skyddade området i Sileflodens regionala naturpark. Därav uppkomsten av flera kommittéer mot flygplatsen och frågor från civila organisationer, inklusive Legaambiente.

## Översikt
Flygplatsen ligger 18 meter över havet. Banriktningen är 25/07 med en asfaltyta 2 420 m lång och 45 m bred. Den nya terminalen invigdes 2007. Den fick sitt namn efter Antonio Canova, en berömd italiensk skulptör.
I december 2020 meddelade Ryanair att de skulle öppna en ny bas på flygplatsen bestående av 18 nya linjer utöver flera befintliga.

## Marktransport

### Väg
Flygplatsen har fyra parkeringsområden. Tre är långtidsparkeringar med totalt 564 platser. Framför terminalbyggnaden finns ytterligare 50 parkeringsplatser för korttidsparkering.

### Buss
En offentlig busslinje, som drivs av Mobilità di Marca, förbinder flygplatsen med järnvägsstationen (Treviso Centrale järnvägsstation) i centrala Treviso.
En annan busslinje, som ansluter till flygningar för Wizzair och Ryanair, drivs av BARZI BUS SERVICE, når Venedig på 40 minuter via motorväg. Ytterligare bussförbindelser finns från flygplatsen eller från Trevisos centrum. DRD kör dagligen bussar till Ljubljana (Slovenien) via Venedigs flygplats Marco Polo (Venedig) och Friuli Venezia Giulias flygplats (Trieste). Mobilità di Marca kör busslinje 101 från Treviso till Padua.

## Flygbolag och destinationer
Följande flygbolag har regelbundna reguljära flygningar och charterflygningar på Treviso Airport:
| Flygbolag | Destinationer |
| --------- | --- |
| Ryanair   | Alicante, Beauvais, Berlin, Billund, Bucharest–Otopeni, Budapest, Charleroi, Cork (ends 30 March 2024), Eindhoven, Gdańsk, Hahn, Kraków, London–Luton, Madrid, Málaga, Malta, Marrakesh, Marseille, Palma de Mallorca, Porto, Poznań, Prague, Riga, Santander, Seville, Sofia, Tallinn, Tel Aviv, Tenerife–South, Thessaloniki, Tirana, Trapani, Valencia, Vienna, Vilnius, Warsaw–Modlin, Wrocław, Zaragoza Säsong: Amman–Queen Alia, Chania, Corfu, Gran Canaria, Ibiza, Kos, Menorca, Paphos, Toulouse |
| Wizz Air  | Bucharest–Otopeni, Skopje, Tirana Säsong: Timișoara |